# Joseph-Aignan Sigaud de Lafond
Pour les articles homonymes, voir de Lafond.
Joseph-Aignan Sigaud de Lafond, né le 5 janvier 1730 et mort le 26 janvier 1810 à Bourges, est un physicien et enseignant français qui a été, avec son maître l'abbé Nollet, l'un des promoteurs de la physique expérimentale et de son enseignement, notamment en créant les premiers « cabinets de physique ».

## Biographie
Joseph-Aignan Sigaud de Lafond est né à deux pas de la cathédrale (aujourd'hui 2 rue Porte Jaune, ci-contre). Son père, Joseph Sigaud de Lafon, était horloger ; son parrain Aignan Raby chirurgien. Son frère, Henry, naît cinq ans plus tard et sera peintre à Nantes.
Destiné à entrer dans les ordres, Sigaud est envoyé au Collège royal de l’Université — ou encore Collège Sainte-Marie — de Bourges alors tenu par les Jésuites.
Sigaud y suit alors gratuitement les cours de théologie, de lettres et de sciences. Cet établissement est très renommé ; il comptera jusqu’à quelques centaines d'élèves en 1762, année au cours de laquelle les Jésuites seront chassés.

### Une vie parisienne vouée à la physique
Sigaud exerce au collège Louis-le-Grand en tant que répétiteur en philosophie et en mathématiques. Parallèlement, il suit très régulièrement les cours de l’abbé Nollet alors très célèbre pour ses expériences de physique, et plus particulièrement pour celles d’électricité. À cette époque, les salons organisés par les aristocrates et les cabinets de curiosité battent leur plein.
Grâce à son salaire, Sigaud se constitue son premier cabinet de physique. En 1756, il fabrique le premier isoloir en verre, plus robuste que l'isoloir en résine. Il remplace les sphères en verre par des disques moins fragiles. Contrairement à l’abbé Nollet et conjointement avec Winckler, il utilise des coussinets pour rendre plus efficace la production d’électricité par frottement. La même année, il invente une machine électrique perfectionnée ensuite par Ramsden.
En 1759, il devient démonstrateur de physique expérimentale, d’anatomie et de physiologie au collège Louis-le-Grand.
En 1759, il présente pour la première fois sa candidature à l’Académie Royale des Sciences de Paris mais elle n’est pas retenue — et ne le sera jamais. Il en deviendra membre associé jusqu’en 1808. Il y adressera plusieurs mémoires.
Dès les années 1760, il succède à l’abbé Nollet, laissant vacante la place de spécialiste français en physique expérimentale ; sa renommée croît dans les cercles savants : il est alors affilié à de nombreuses académies : celles de Montpellier, Angers, Munich, Valladolid, Florence, Saint-Pétersbourg comme en témoigne son ouvrage Description et usage d'un cabinet de physique expérimentale. En ce sens, il fait partie de ceux qui croient en la science sans frontière, la science source de paix entre les peuples.
En 1767, sont publiés les deux premiers ouvrages d'une suite considérable : ce sont les deux premiers volumes de ses Leçons de physique expérimentale qui seront traduits en norvégien (Forsøgende Naturlære par Andreas Olaus Hammer) en 1772 puis en allemand en 1780 (Anweisung zur Experimentalphysik).
Dès leur parution, des critiques positives sont écrites telles dans le Journal encyclopédique qui paraît le 1er avril 1767 : « Il n'appartient qu'aux vrais sçavants d'être clairs, simples & précis : c'est par ces qualités que M. Sigaud de Lafond mérite l'approbation et l'estime du public. »
En 1769, paraît sa traduction des trois volumes des Cours de physique expérimentale et mathématique écrits par Pieter van Musschenbroek. Parallèlement à ses cours, il poursuit ses investigations dans l'étude de l'électricité médicale.
En 1771, paraissent son Traité de l’Electricité ainsi qu’une Lettre sur l’Electricité. Ces deux ouvrages seront des références pour les physiciens et les médecins.
Dans le calendrier intéressant pour l’année bissextile 1772 (ou almanach physico-économique), Sigaud s’attache à donner quelques repères en astronomie (définition d’une année bissextile, d’une éclipse), à décrire des expériences sur le phosphore et encore à proposer des remèdes contre des maladies (comme l’asthme) et des recettes comme celle du dentifrice par exemple. Sur ce même modèle, avec peu de changements, d’autres calendriers seront ensuite publiés en 1776, 1777 et 1782.
Il publie plusieurs articles dans les Observations et mémoires sur la physique, sur l’histoire naturelle et sur les arts comme sa lettre « sur la fusion de l'or, opérée instantanément par une commotion électrique, & sur la couleur purpurine que ce métal acquiert dans cette expérience » en 1773 (t. 2, novembre, p. 384-389) suivie d’une réponse en 1774 (t. 3, janvier, p. 42-46) sur le même sujet, une autre lettre traitant de la « démonstration de l'Electricité positive & négative » écrite en 1774 (t. 3, mars, p. 199-201) puis un article décrivant de « Nouvelles Expériences de l'Electricité sur la revivification des Chaux métalliques » en 1774 (t. 4, décembre, p. 442-446).
À partir de 1773, Sigaud délègue ses cours du collège à son neveu, Rouland. Il a alors tout le loisir de se consacrer à son cabinet de physique sans pour autant abandonner totalement l’enseignement puisque, comme le signale plusieurs publicités — dont une publiée dans le Mercure de France en janvier 1773 (p. 168) — il donne deux séries hebdomadaires de leçons particulières chez lui. Son public est surtout féminin, comme il le note dans la préface de ses cinq volumes publiés dans la Bibliothèque universelle des Dames entre 1788 à 1792.
Il continue d’écrire pour présenter ses travaux.
En 1775, sont publiés les deux volumes de la Description et Usage d’un cabinet de physique expérimentale.
Ils seront réédités en 1784 et complétés par les Éléments de physique théorique et expérimentale (traduits en espagnol par Taddeo Lope) en 1777.
Durant les trois dernières années passées à Paris, plusieurs ouvrages sont édités :
- l'Essai sur les différents airs, qu’on désigne sous le nom d’air fixe (1779) ;
- le Dictionnaire de physique (1781) ;
- le Précis historique et expériences des phénomènes électriques depuis l’origine de cette découverte jusqu’à ce jour (1785)[6] ;
- les deux volumes du Dictionnaire des Merveilles de la Nature qui seront traduits en allemand par Webel en 1782-83 et qui seront enrichis d’un troisième volume en 1803[7].

Sigaud semble jouir d’une renommée certaine dans les salons parisiens. En 1777, son portrait gravé par Coroin est à vendre pour douze francs. C’est aussi à cette période que son portrait est peint par Madame Filleul puis gravé par Letellier. En outre, il est mis indirectement en scène dans une pièce de théâtre, La physique à la portée de tout le monde, écrite par Aimé-Henri Paulian en 1791.

### La synthèse de l'eau… une expérience malheureusement inexploitée
En 1776, en compagnie de Macquer, il synthétise de l’eau à partir de dihydrogène et de dioxygène. Cette célèbre expérience est reprise par Lavoisier en 1783 qui la complète par des mesures très précises sur les masses de gaz injectés et d’eau ainsi formée, et qui en donnera une interprétation satisfaisante en rupture avec la théorie de Stahl sur le phlogistique qui prévaut alors. Dans son mémoire présenté lors de la séance de rentrée 1783 de l’Académie des sciences, Lavoisier reconnaît s’être appuyé sur les travaux de Macquer et de Sigaud.
Arriver à synthétiser de l’eau est une révolution pour l’époque. En effet, jusqu’à présent, ce sont les idées d’Aristote qui prévalent, notamment la théorie des quatre éléments premiers — eau, air, terre et feu — dont toute chose proviendrait.
Parallèlement à ses cours particuliers, Sigaud poursuit ses investigations dans l'étude de l’électricité médicale. En effet, dès que l'électrostatique fut étudiée — et un peu plus tard l'électrodynamique —, plusieurs physiciens, dont Sigaud de Lafond, en cherchèrent des vertus médicinales.

### Auteur prolifique
Pendant quarante ans, Sigaud publie. Démonstrateur habile, enseignant extraordinaire, il se révèle en outre un auteur très prolifique : des traités sur la physique expérimentale et en particulier traitant de l’électricité voisinent avec des almanachs, et aussi avec des ouvrages concernant la religion.
| Titre | Année          | Ressources numériques      |
| --- | -------------- | -------------------------- |
| Leçons de physique expérimentale (2 volumes)                                                                      | 1767           | Gallica ; GoogleBooks      |
| Leçons sur l’économie animale (2 volumes)                                                                         | 1767           | Gallica                    |
| Traduction des trois volumes du Cours de physique expérimentale et de mathématiques de Musschenbroek              | 1769           | Gallica ; Voir             |
| Lettre à Monsieur de Casan sur l'Electricité médicale                                                             | 1771           | CNUM                       |
| Traité de l'électricité                                                                                           | 1771           | Gallica ; CNUM             |
| Calendriers et almanachs                                                                                          | de 1772 à 1782 |                            |
| Récréations mathématiques et physiques (4 volumes)                                                                | 1778           | , Gallica                  |
| Dictionnaire de physique (4 volumes)                                                                              | 1781           | GoogleBooks1, GoogleBooks2 |
| Dictionnaire des merveilles de la nature (3 volumes)                                                              | 1781 - 1802    | Gallica ; GoogleBooks      |
| École du bonheur ou tableau des vertus sociales                                                                   | 1782 - 1791    | GoogleBooks                |
| Description et usage d'un cabinet de physique expérimentale (2 volumes)                                           | 1784           | Gallica ; GoogleBooks      |
| Précis historique et expérience des phénomènes électriques depuis l'origine de cette découverte jusqu'à nos jours | 1785           | GoogleBooks, CNUM          |
| La religion défendue contre l'incrédulité du siècle (6 volumes)                                                   | 1785           |                            |
| Économie de la Providence dans l'établissement de la religion (2 volumes)                                         | 1787           |                            |
| Elémens de physique théorique et expérimentale (4 volumes)                                                        | 1787           | GooogleBooks               |
| Bibliothèque universelle des dames - Physique générale et particulière                                            | 1788 - 1792    |                            |
| Traité de physique particulière                                                                                   | 1792           |                            |
| Examen de quelques principes erronés en électricité                                                               | 1796           |                            |
| De l'électricité médicale                                                                                         | 1802           | CNUM                       |

### De retour à Bourges: entre physique et philosophie religieuse
N’ayant pas obtenu satisfaction auprès de l’Académie royale des sciences, Sigaud revient à Bourges. Il donne tout d’abord quelques cours de physique expérimentale très prisés au Collège royal alors très pauvre en pédagogues, les Jésuites en ayant été chassés en 1762. Le cabinet de physique compte alors quelques instruments dont une machine électrique ; en 1762, au départ des frères Jésuites, un inventaire détaillé est dressé ; l'état de la salle est jugé déplorable, trop humide pour conserver ces instruments. Dès 1779, sous l'impulsion de Sigaud, ce cabinet s’étoffe de divers appareils et de livres. Sigaud et Rouland fournissent en instruments sur plusieurs années ; d'importants travaux sont réalisés pour aménager une salle de cours et une salle de préparation ; une bibliothèque est également pourvue.
À la Saint-Jean 1779, Sigaud s’installe définitivement à Bourges ; il y est très attendu et la ville pourvoit à son installation en lui proposant une maison attenante au collège. Cette maison a été totalement reconstruite, pour un montant de plus de dix mille livres. Son loyer semestriel s'élève alors à deux cents livres et la location lui est attribuée à vie.
Par le brevet du 2 novembre 1786, un mois après la reprise du collège par les Doctrinaires, Louis XVI crée pour lui la chaire de physique expérimentale au collège royal de Bourges. Son traitement s'élève à 1 500 livres par an (à titre de comparaison, une machine électrique coûte 800 livres en 1789). Il enseigne les mathématiques et la physique expérimentale trois fois par semaine dans la grande salle du collège ; ses leçons sont alors publiques. Lakanal y enseigne la rhétorique en cette même année jusqu’en 1789.
En 1781, les quatre volumes du Dictionnaire de physique sont publiés. La critique est de nouveau très bonne : pour preuve, un article de six pages est publié dans L'Esprit des journaux.
C'est alors que Sigaud publie également ses réflexions sur la religion. Trois ouvrages sont écrits entre 1781 et 1787 :
- l'École du bonheur ou tableau des vertus sociales en 1781, traduit en anglais (The school for hapiness) en 1782 ;
- la Religion défendue contre l'incrédulité du siècle en 1785 ;
- l'Économie de la providence dans l'établissement de la religion en 1787.

En 1787, les quatre volumes des Élémens de physique théorique et expérimentale sont publiés. Ils reçoivent une bonne critique comme dans la Petite bibliothèque choisie et classée méthodiquement, rédigée par M. Peignot en 1800, où l'on peut lire que « Sigaud est simple, clair, précis et par conséquent vraiment élémentaire ». Ils sont traduits en espagnol sous le titre Elementos de fisica teorica y experimental par l'ingénieur Tadeo Lope en 1789.

### Pendant la Révolution
Le climat politique et social est très instable. Sigaud n'est pas épargné par les pertes financières ni les rumeurs. Tout d'abord, il n 'est plus payé pendant un an à partir de juillet 1791. Le séquestre du collège se justifie par le fait que le nom de Sigaud n'apparaît pas dans la liste des professeurs. Le Conseil départemental du Cher se réunit en session extraordinaire et demande que le salaire soit versé. Bien plus grave, en 1792, un rapport rendu à la Convention accuse les professeurs, dont Sigaud, « d'infecter les enfants des plus mauvais principes […] que nous leur prêchons l'aristocratie et les mauvaises mœurs ». Tous les professeurs demandent alors au Conseil du district de Bourges de les aider « à détruire les mauvaise impressions que [ce] rapport […] a pu laisser dans les esprits ». Quatre ans plus tard, les professeurs doivent relater les faits et gestes de l'un de leurs collègues, M. Blondeau, suspecté d'être un ennemi de la République. Après plusieurs lettres de justification, M. Blondeau n'est plus inquiété : il est d'ailleurs présent lors de l'installation de M. Raynal comme deuxième proviseur du lycée, en mai 1807.
Dans le cadre de la première loi sur les Écoles centrales — datée du 7 ventôse an III —, Sigaud est nommé professeur de physique et de chimie expérimentales à l’École centrale à Bourges. 
Les cours de Sigaud sont toujours ouverts à tous les publics, les élèves bien entendu, « gens de l'art et tous ceux qui s'intéressent au bien-être de l'humanité ».
En outre, Sigaud est membre du bureau de l'École centrale. En cela, il soutient plusieurs initiatives visant à améliorer l'enseignement au collège. Ainsi demande-t-il à plusieurs reprises au préfet du Cher que son collègue d'histoire naturelle soit remboursé de ce qu'il a avancé pour l'achat des caisses de botanique et de minéralogie (8 Germinal An IX). Dans une autre lettre, il est question d'acheter du matériel adéquat pour les cours de dessin.
En 1796, paraît l’Examen de quelques principes erronés en électricité.
En 1803, paraît De l'électricité médicale.

### Après l'enseignement, l'administration
Grâce à Fourcroy, Sigaud est nommé premier proviseur du lycée de Bourges le 21 Pluviose an XII par Bonaparte. L’établissement est installé dans l’ancien Collège royal qui l’avait accueilli élève. Sigaud doit en organiser l’ouverture et doit répondre à tout souci matériel d’intendance lié autant au fonctionnement du lycée que de l’internat. Il y installe son cabinet de physique. Bien loin de ses préoccupations de scientifique, ce poste ne lui sied guère et Sigaud démissionne la dernière semaine de mars 1807, à l'âge de 77 ans.
Il siège jusqu'au 1er mai 1807 au Conseil d'administration. M. Raynal, professeur de Belles Lettres du lycée, le remplace alors. Lors de la cérémonie de son installation, devant le personnel du lycée et les élèves regroupés dans la cour, M. Raynal rend hommage à Sigaud : « Je chercherai à vous imiter, ô mon estimable prédécesseur et à marcher sur vos traces. […] Le respectable Monsieur Sigaud de Lafond jouit, dans l'Europe savante, de la plus belle réputation, il a l'estime et l'affection de tous ses concitoyens. » Puis de marteler aux élèves que « l'ennemi le plus dangereux pour notre lycée, c'est l'indiscipline. Je lui ferai une guerre constante. » Lorsqu'il devient recteur d'académie quelques mois plus tard, M. Raynal n'oublie pas de décrire Sigaud comme un « savant [qui] se faisait admirer, [un] homme de bien [qui] se faisait chérir […], le bienfaiteur [du lycée] lui donnant, longtemps avant sa mort; un cabinet de physique d'un grand prix. »
Le 23 janvier 1810, Sigaud s'éteint. C'est l'un de ses anciens élèves et voisin, M. Moyreau, qui déclare le décès à la mairie.

### Un pédagogue reconnu
Malgré plusieurs demandes, Sigaud n’a pas été admis à l’Académie Royale des Sciences de Paris, mais il en était l’un des membres associés. En revanche, il appartenait à la tout aussi prestigieuse Académie Royale de Montpellier. Sa renommée est internationale puisqu’il est membre de plusieurs Académies dont celle de Florence, de Valladolid et de Saint-Petersbourg.
Expérimentateur doué, pédagogue hors pair, il fut très estimé par ses contemporains, tels Ampère. En témoigne un extrait de la lettre d’Ampère à son épouse, Julie Carron, le 19 février 1802 : « Fais-moi le plaisir d'acheter et de m'envoyer le plus tôt possible l'ouvrage intitulé : Description et usage d'un cabinet de physique, par Sigaud de Lafond. Rien n'est plus important pour moi. »
Il écrivit une vingtaine d’ouvrages dont un fut traduit en norvégien, d’autres en anglais et en espagnol. Ses travaux sur l’électricité médicale furent repris notamment par Laennec, et ses instruments améliorés.
Tous ces instruments étaient utilisés lors des cours et on peut imaginer que les élèves étaient invités à les manipuler. En effet, dès la moitié du XVIIIe siècle, les pédagogues s’interrogent sur la manière d’intéresser les élèves. Ils encouragent les enseignants à commencer leurs leçons par des exemples de la vie quotidienne, à rendre leurs cours plus interactifs, à faire participer leurs élèves, à leur montrer des expériences. Mais les machines de démonstration sont onéreuses et nombre d’établissements ne peuvent se les offrir. C’est pourquoi à partir de 1792, les collections des riches émigrés ont-elles été inventoriées puis distribuées aux écoles centrales et écoles supérieures.
Sigaud de Lafond a amélioré des instruments proposés par l'abbé Nollet. La Région Centre possède d’ailleurs un cabinet d’instruments réalisés selon les plans de Nollet et exposé à l’Hôtel Goüin à Tours. Premier proviseur du lycée de Bourges, quelques pièces de son cabinet de physique expérimentale restent exposées dans l'actuel lycée Alain-Fournier de Bourges.

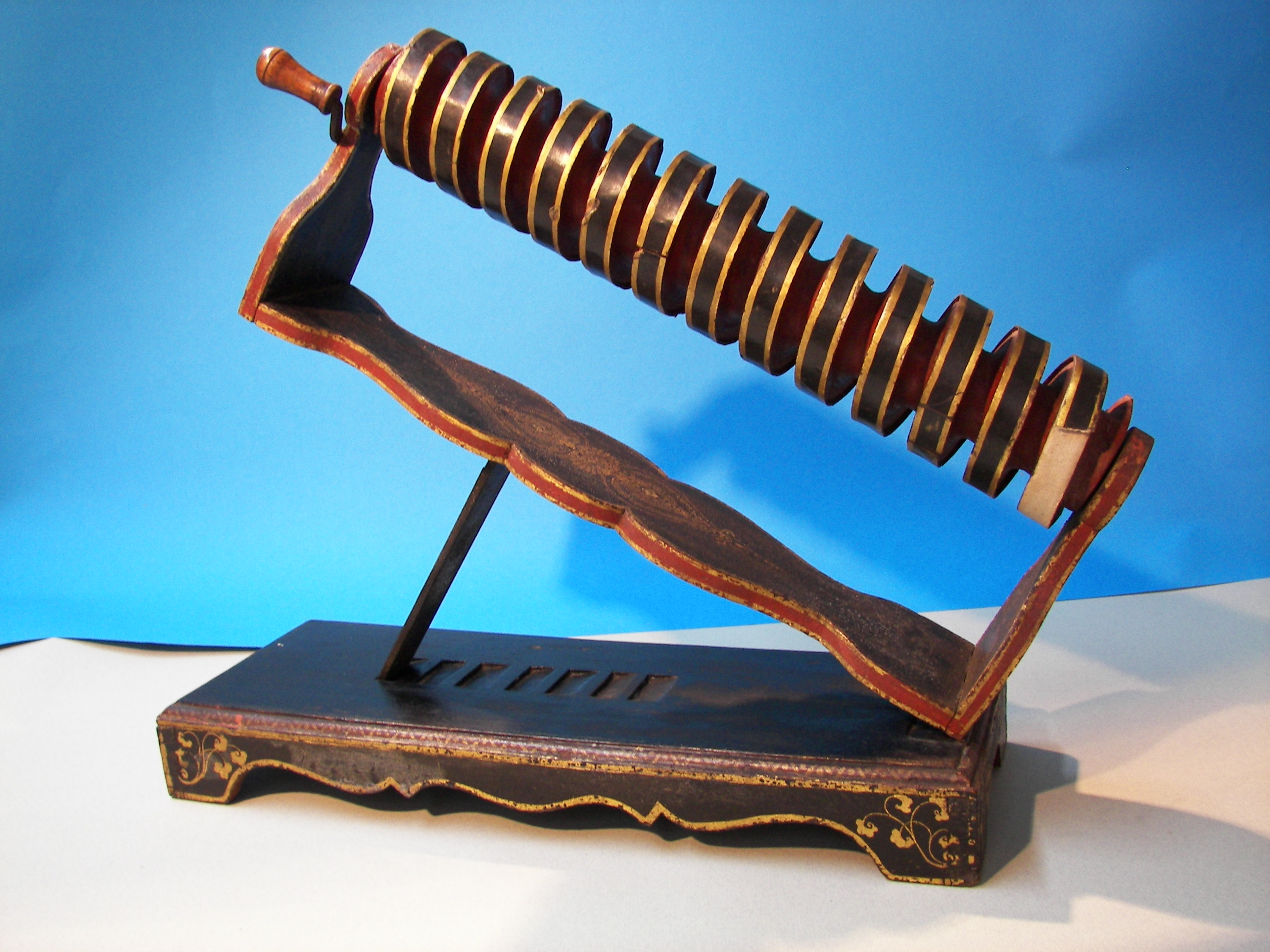
Vis d'Archimède.
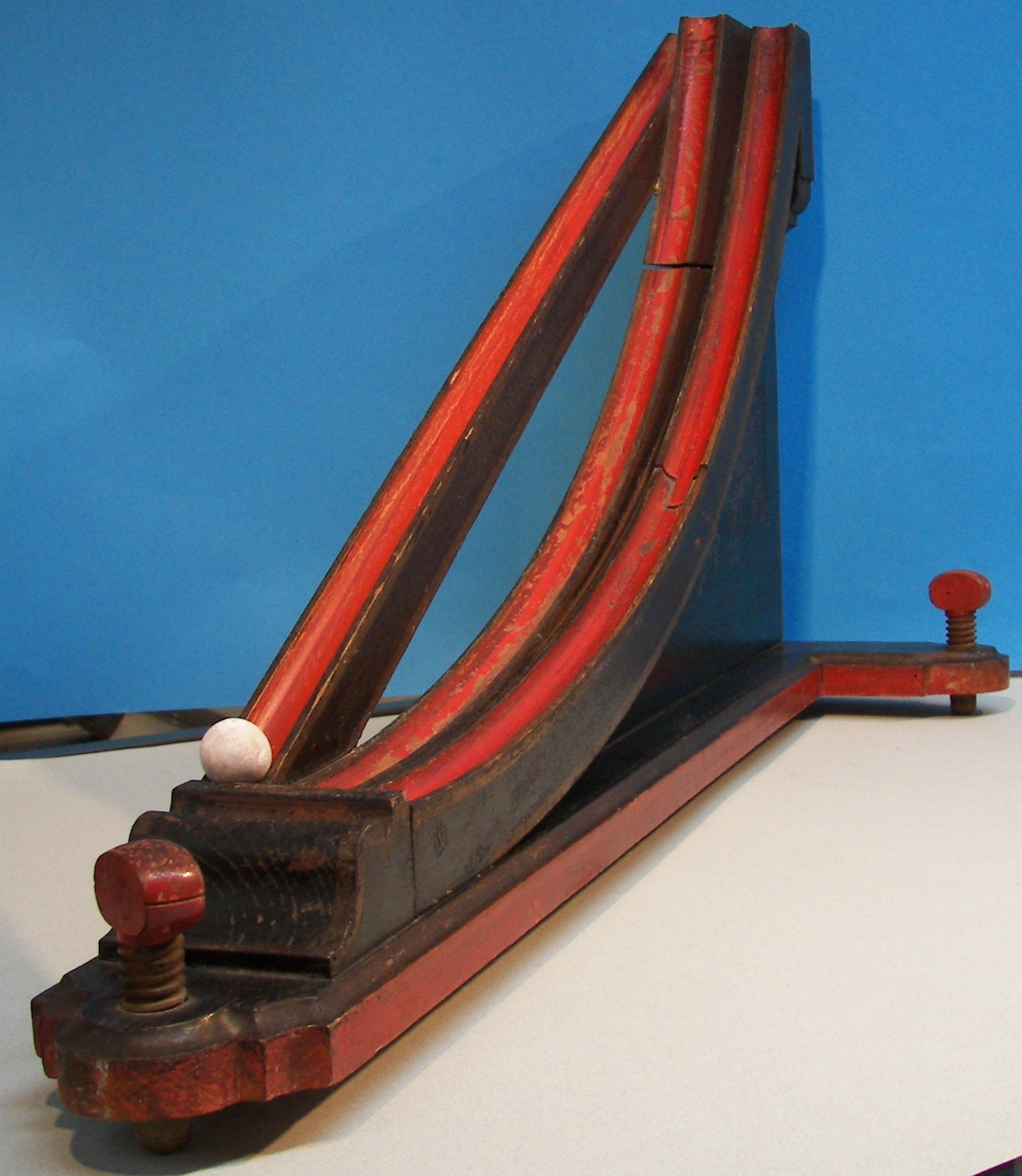
Gouttière cycloïdale.
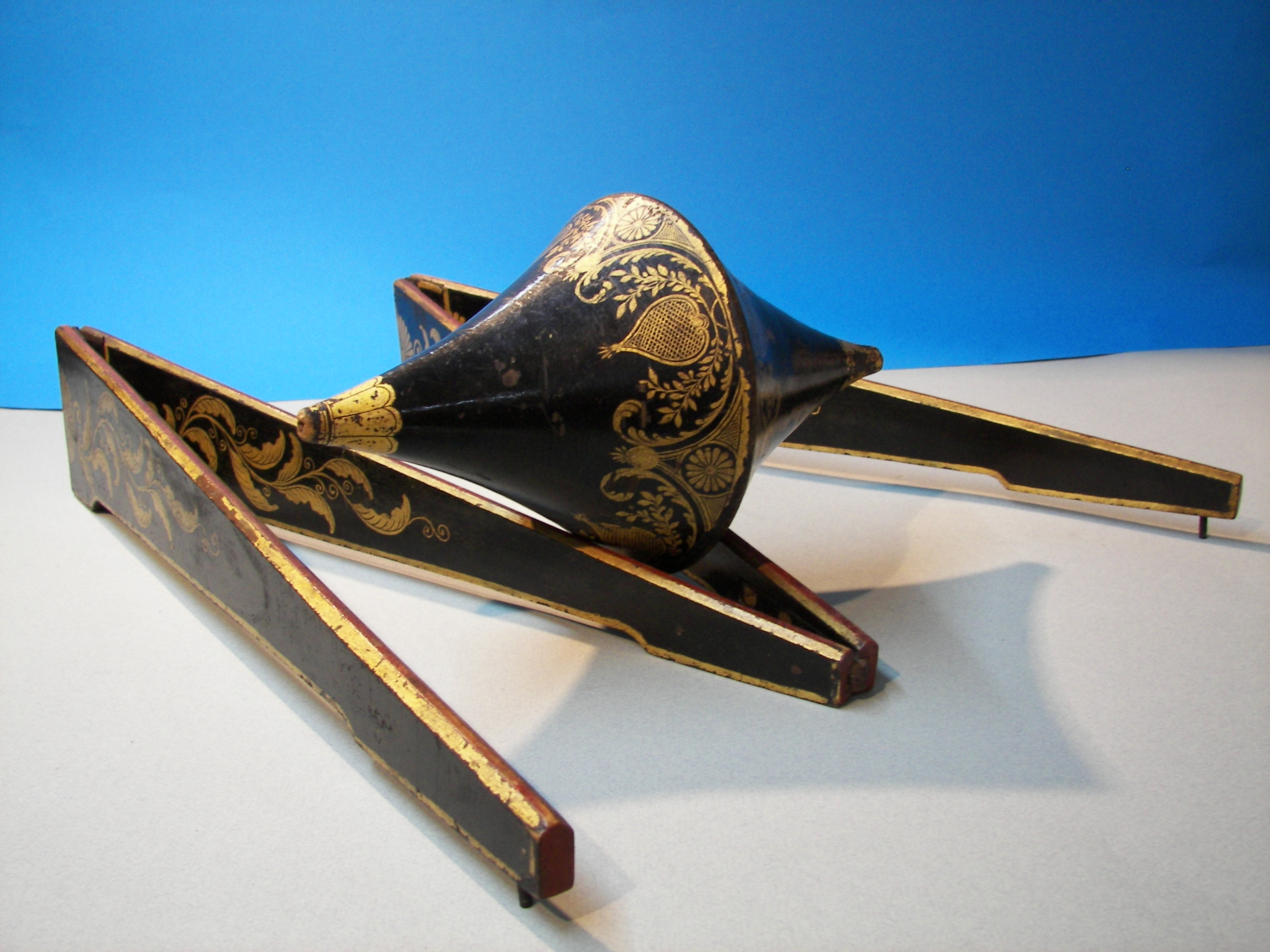
Double cône sur plan incliné.
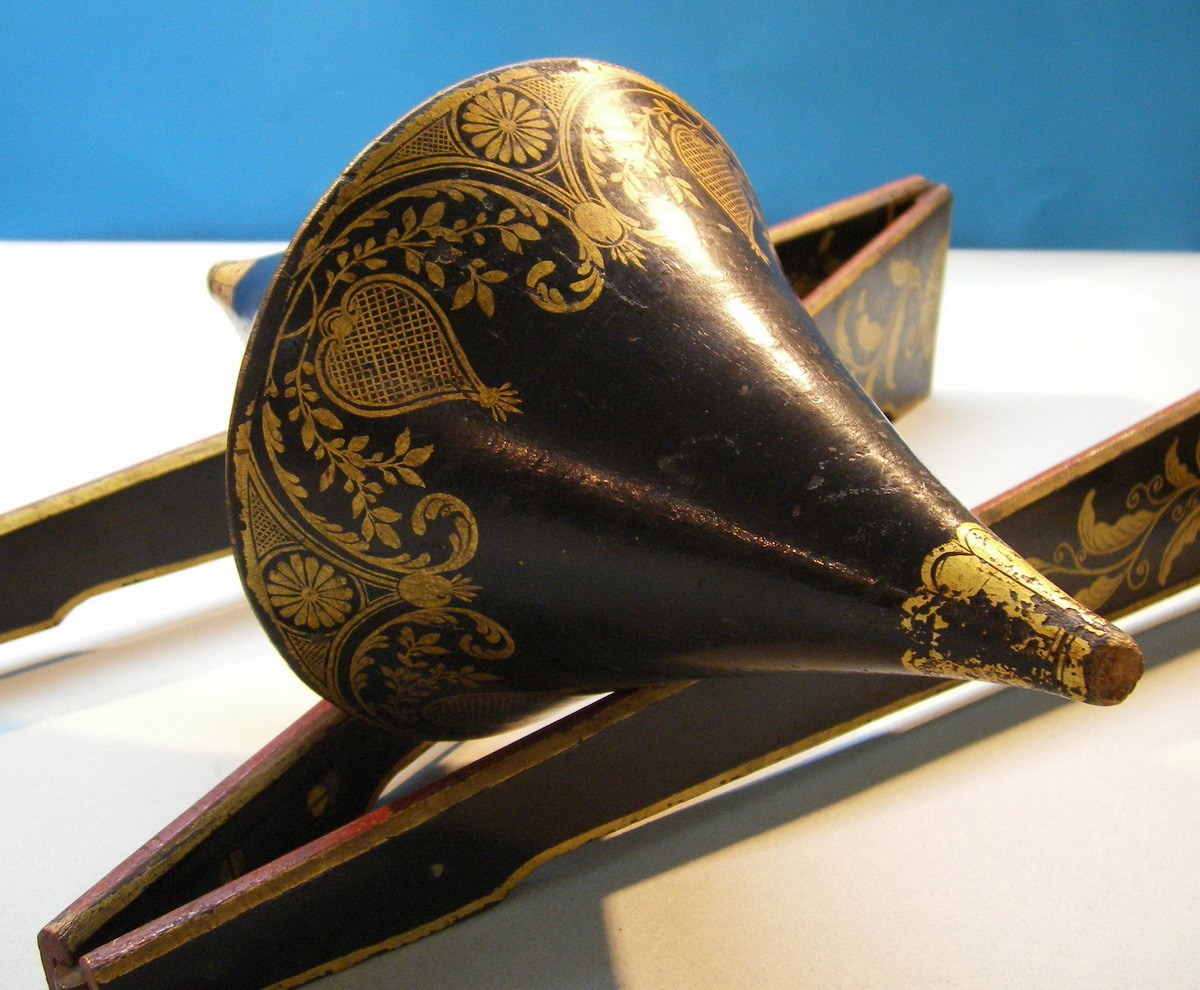
Détail du double cône.

Sigaud de Lafond a pour premier objectif de rendre les expériences démonstratives. Il choisit des machines dont l’esthétique est très soignée. Par exemple, cette gouttière cycloïdale est décorée de motifs floraux, réalisés à la feuille d’or.

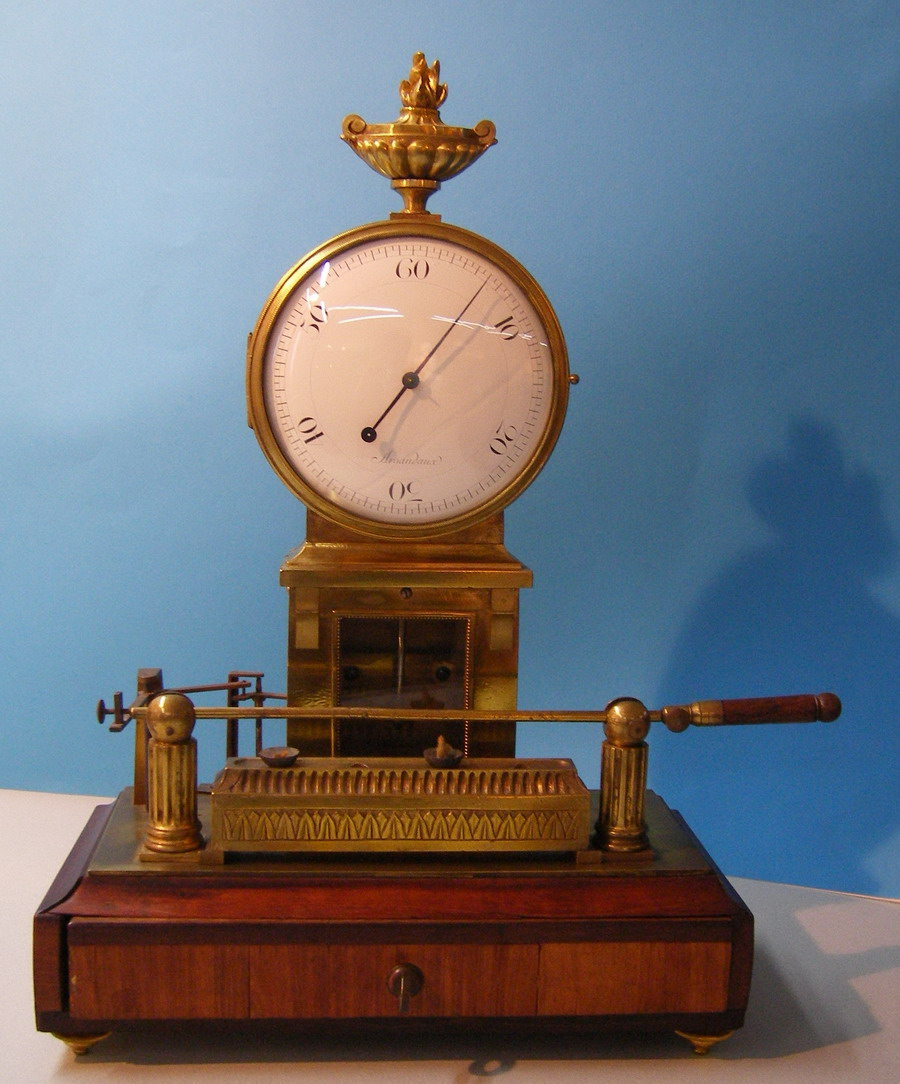
Pyromètre à cadran.

Lors de ses expériences de cours, Sigaud veut étonner son auditoire et l’amener ainsi à se poser des questions. Les deux expériences les plus démonstratives de mécanique sont très certainement celle du double cône et celle du cylindre lesté.
Sigaud ne manque pas de montrer comment synthétiser l’eau dans un pistolet de Volta. Son pyromètre à cadran est également très pédagogique puisque les observations sont visibles par un large auditoire.
Juste après la mort de Sigaud de Lafond, un incendie détruisit son cabinet de physique et c'est le jeune Paul-Adrien Bourdaloue, futur conducteur puis ingénieur des ponts et chaussées qui s'employa à la reconstruire.

## Hommages
Bien qu’encore trop peu reconnu de nos jours, Sigaud a fortement marqué les sciences de son époque et du début du XIXe siècle. Il s’intéressa à de nombreux domaines scientifiques et plus particulièrement à l’électricité.
Dans le domaine de la physique, ses travaux étaient reconnus par les plus grands savants de l’époque. On peut citer l'exemple d'André-Marie Ampère (1775-1836), qui écrivit à sa femme (lettre du 19 février 1802) : « Fais-moi le plaisir d'acheter et de m'envoyer le plus tôt possible l'ouvrage intitulé : Description et usage d'un cabinet de physique, par Sigaud de Lafond. Rien n'est plus important pour moi. »
Dans le domaine de la chimie, les travaux de Sigaud de Lafond et de Macquer influencèrent ceux de Priestley (1733-1804) puis de Lavoisier (1743-1794).
Ses travaux sur l'électricité médicale furent repris principalement dans la première moitié du XIXe siècle. On espérait ainsi améliorer les méthodes jusqu'alors utilisées. Par exemple, dans son Traité de l'auscultation médiate et des maladies des poumons et du cœur, édité en 1828, René Laënnec augmente les observations faites à l'époque par Sigaud.
D'autres allusions à ce grand destin :
- aujourd’hui, il est possible de voir une partie de la collection des objets de Sigaud de Lafond au musée installé par M. Moréno au lycée Alain-Fournier de Bourges ;
- une grande partie du cabinet des Godrans est visible au Musée Stewart à Québec ;
- quatre instruments sont conservés au Musée de la vie bourguignonne à Dijon ;
- dans la cité berruyère, une statue de Sigaud est érigée dans les jardins de l’Archevêché, près de la cathédrale ;
- un autre buste — en marbre celui-ci — est visible dans le musée du lycée Alain-Fournier ;
- depuis 1927, la rue du Bordiot a été rebaptisée rue Sigaud-de-Lafond, rue qui croise la rue Lavoisier. Une erreur — Sigaud n'était pas chirurgien — et une omission — il était berruyer — bien malheureuses sont visibles sur les plaques de cette rue ;
- sous le pont de la rocade sud de Bourges, les portraits des illustres Berruyers ont été reproduits par Bernard Capo — dessinateur et scénariste de bandes dessinées. Le portrait de Sigaud fait partie de cette galerie.

Une exposition lui est consacrée du 2 février au 10 avril 2010 à la médiathèque de Bourges.
Cette exposition est le fruit du travail de trois enseignants de sciences physiques, S. Bourdreux (lycée Vinci, Amboise), J. Cattelin (collège Rabelais, Tours) et C. Langrand (lycée Marguerite de Navarre, Bourges), associés à l'IREM d'Orléans-Tours au sein de l'équipe d'épistémologie des sciences, membres de l'ASEISTE, et de la conservatrice des bibliothèques de Bourges, E. Dousset. Les instruments sont conservés au lycée Alain-Fournier de Bourges sous la bienveillance de R. Moreno, intendant de l'établissement.

## Sources
Les sources de la présente biographie sont multiples et toutes issues de documents originaux conservés :
- au lycée Alain-Fournier de Bourges ;
- à la bibliothèque des Quatre-Piliers, à Bourges ;
- aux archives municipales de Bourges ;
- aux archives départementales du Cher ;
- aux archives départementales de la Côte-d'Or ;
- aux archives nationales.

On peut citer également le Bulletin de la SABIX, décembre 1997, « La conservation et la restauration des instruments scientifiques du XVIIIe et du XIXe siècles ».